# Kabinett Tyler

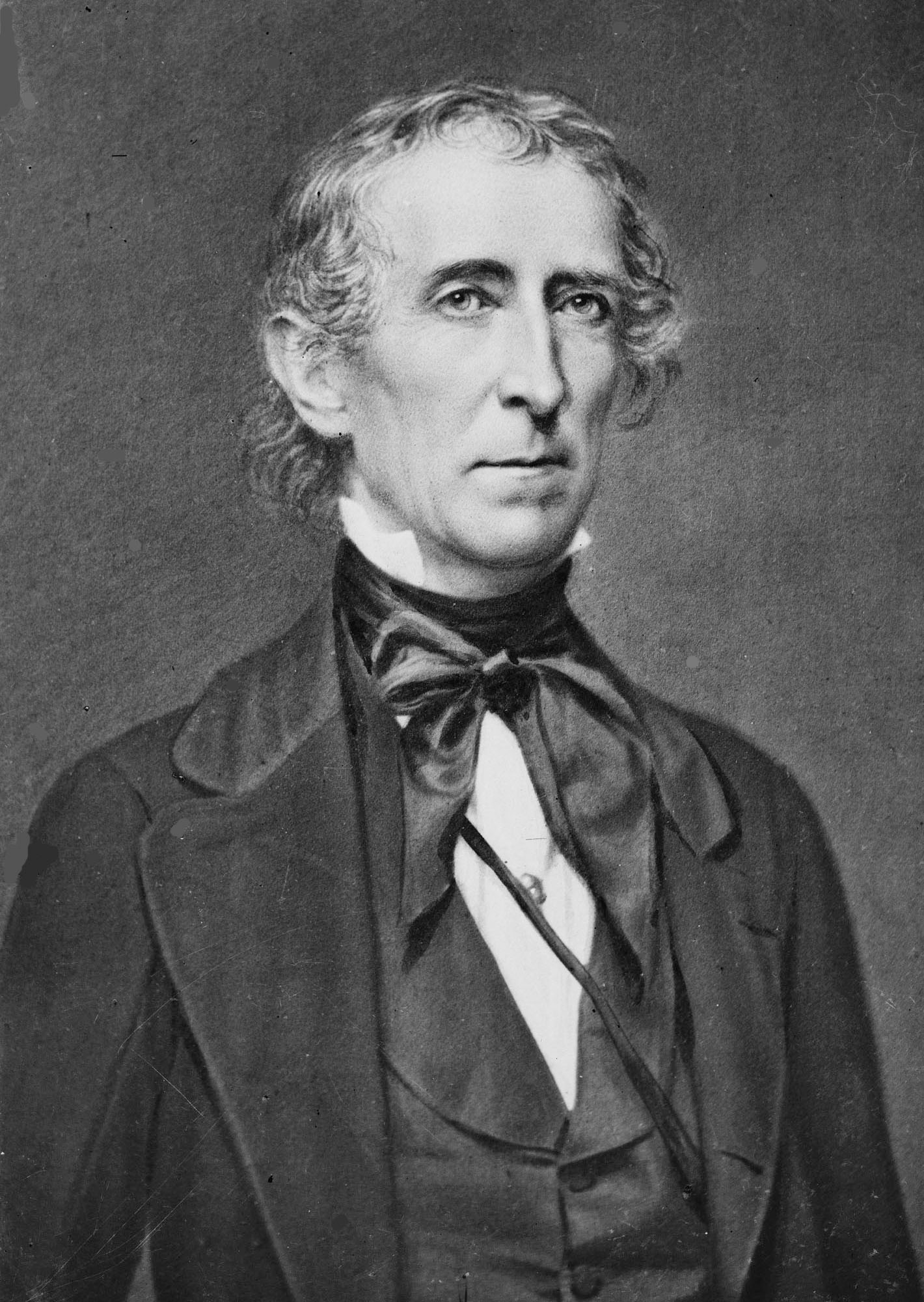
John Tyler, 10. Präsident der Vereinigten Staaten

John Tyler war der erste Vizepräsident der Vereinigten Staaten, der nach dem Tod des Präsidenten dessen Aufgaben übernehmen musste. Nur einen Monat nach seinem Amtsantritt war William Henry Harrison am 4. April 1841 verstorben. Tyler, im Jahr zuvor an dessen Seite gewählt, gehörte wie Harrison ursprünglich den Whigs an, entfremdete sich seiner eigenen Partei aber schnell und wurde bereits im Herbst 1841 ausgeschlossen. So fehlte ihm 1844 die nötige Unterstützung, um sich ernsthaft um die Wiederwahl zu bewerben.
Tylers Kabinett hatte während der gesamten Amtszeit keine stabile Mehrheit im Kongress. Er arbeitete zeitweise sowohl mit Demokraten als auch mit Whigs zusammen, jedoch nie auf einer stabilen Grundlage, die es ihm ermöglicht hätte seine Agenda durchzusetzen.
Tylers Präsidentschaft war unter anderem von zahlreichen Wechseln in seinem Kabinett gekennzeichnet. So schied von den Ministern, die er von seinem Vorgänger übernahm, lediglich Außenminister Daniel Webster nicht noch im selben Jahr aus dem Amt. Dies kann durchaus damit begründet werden, dass Tyler die unter seinem Vorgänger betriebene Praxis eines Abstimmens für wichtige Entscheidungen unter allen Ministern ablehnte. Allerdings erfolgten nicht alle Neubesetzungen auf Anweisung des Präsidenten; so kamen Außenminister Abel P. Upshur und der erst neun Tage zuvor ins Amt eingeführte Marineminister Thomas Walker Gilmer am 28. Februar 1844 bei einem Schiffsunglück auf dem Potomac River ums Leben. Die Demission von Gilmers Vorgänger David Henshaw war durch den in Opposition zu Tyler stehenden Kongress erzwungen worden, indem er diesem die Bestätigung verweigert hatte. Mit Justizminister Hugh S. Legaré verstarb ein weiteres Kabinettsmitglied im Amt.
John Tyler war der erste US-Präsident, der in seiner kompletten Amtszeit ohne einen Stellvertreter auskommen musste. Die Berufung eines neuen Vizepräsidenten (vor der nächsten Wahl) sah die Verfassung zu diesem Zeitpunkt noch nicht vor.

## Mehrheit im Kongress
| Präsident                         | Präsident            | Kongress | Haus  | Haus  | Senat | Senat | Gesamt | Gesamt             |
| --------------------------------- | -------------------- | -------- | ----- | ----- | ----- | ----- | ------ | ------------------ |
|                                   | John Tyler Parteilos | 27.      |       | 0/242 |       | 0/52  |        | Divided government |
| 28.                               | John Tyler Parteilos |          | 0/223 | 0/52  |       |       |        | Divided government |
| Quelle: Repräsentantenhaus, Senat |                      |          |       |       |       |       |        |                    |

## Das Kabinett
| Ressort / Amt                          | Amtsinhaber                | Partei | Partei                     | Zeitraum  | Bild |
| -------------------------------------- | -------------------------- | ------ | -------------------------- | --------- | ---- |
| Präsident der Vereinigten Staaten      | John Tyler                 |        | Whig (W), später parteilos | 1841–1845 |      |
| Vizepräsident der Vereinigten Staaten  |                            |        | vakant                     | 1841–1845 |      |
| Ministerämter                          |                            |        |                            |           |      |
| Außenminister der Vereinigten Staaten  | Daniel Webster             |        | W                          | 1841–1843 |      |
| Außenminister der Vereinigten Staaten  | Abel Parker Upshur         |        | W                          | 1843–1844 |      |
| Außenminister der Vereinigten Staaten  | John Caldwell Calhoun      |        | Demokrat (D)               | 1844–1845 |      |
| Finanzminister der Vereinigten Staaten | Thomas Ewing               |        | W                          | 1841      |      |
| Finanzminister der Vereinigten Staaten | Walter Forward             |        | W                          | 1841–1843 |      |
| Finanzminister der Vereinigten Staaten | John Canfield Spencer      |        | W                          | 1843–1844 |      |
| Finanzminister der Vereinigten Staaten | George Mortimer Bibb       |        | D                          | 1844–1845 |      |
| Kriegsminister der Vereinigten Staaten | John Bell                  |        | W                          | 1841      |      |
| Kriegsminister der Vereinigten Staaten | John Canfield Spencer      |        | W                          | 1841–1843 |      |
| Kriegsminister der Vereinigten Staaten | James Madison Porter       |        | W                          | 1843–1844 |      |
| Kriegsminister der Vereinigten Staaten | William Wilkins            |        | D                          | 1844–1845 |      |
| Marineminister der Vereinigten Staaten | George Edmund Badger       |        | W                          | 1841      |      |
| Marineminister der Vereinigten Staaten | Abel Parker Upshur         |        | W                          | 1841–1843 |      |
| Marineminister der Vereinigten Staaten | David Henshaw              |        | D                          | 1843–1844 |      |
| Marineminister der Vereinigten Staaten | Thomas Walker Gilmer       |        | D                          | 1844      |      |
| Marineminister der Vereinigten Staaten | John Young Mason           |        | D                          | 1844–1845 |      |
| Justizminister der Vereinigten Staaten | John J. Crittenden         |        | W                          | 1841      |      |
| Justizminister der Vereinigten Staaten | Hugh Swinton Legaré        |        | D                          | 1841–1843 |      |
| Justizminister der Vereinigten Staaten | John Nelson                |        | W                          | 1843–1845 |      |
| Postminister der Vereinigten Staaten   | Francis Granger            |        | W                          | 1841      |      |
| Postminister der Vereinigten Staaten   | Charles Anderson Wickliffe |        | D                          | 1841–1845 |      |